# Musée 39-45 de Dinan
Le Musée 39-45 de Dinan  est un musée militaire privé français consacré à la Seconde Guerre mondiale, créé en 2004, situé à Léhon, près de Dinan, dans le département des Côtes-d'Armor.

## Collections
Les collections du musée, qui regroupent des pièces provenant de toute la Bretagne, sont, au départ, issues de la collection d'un passionné Éric Pasturel et de son fils Thomas,et  s'enrichissent depuis plus de trente ans. Plus de 20000 pièces du terrain exposées (du paquet de cigarettes au moteur d’avion) et plus de 45 mannequins dans leur tenue d’origine.
Évocation de l’occupation, de la résistance, de la déportation, et de la libération Bretonne.
Exposition de pièces d’artillerie et de véhicules d’époque restaurés. De nombreux témoignages de la Résistance ( tracts, containers de parachutage, objets S.A.S…). Évocation des camps de concentration par photos et uniformes de survivants.
Reconstitution d’un convoi allemand avec notamment sa Goulash Kanonen ( cuisine roulante allemande ) permettant le ravitaillement des troupes.
Reconstitution d’un blockhaus à taille réelle avec son matériel authentique (chambrée avec son mobilier réglementaire, infirmerie, salle radio, casemate de tir avec sa pièce de 47 mm SKODA complète, une des seules restantes en Europe).